# Iwanowskoje (Kursk)
Iwanowskoje (russisch Ивановское) ist ein Dorf in der russischen Oblast Kursk. Der Ort liegt im Rylski rajon an der Europastraße 38.
Iwanowskoje wurde vom ukrainischen Kosakenführer Iwan Masepa gegründet und ist nach ihm benannt.

## Söhne des Ortes
- Alexander Iwanowitsch Barjatinski (1815–1879), russischer Feldmarschall

## Bilder

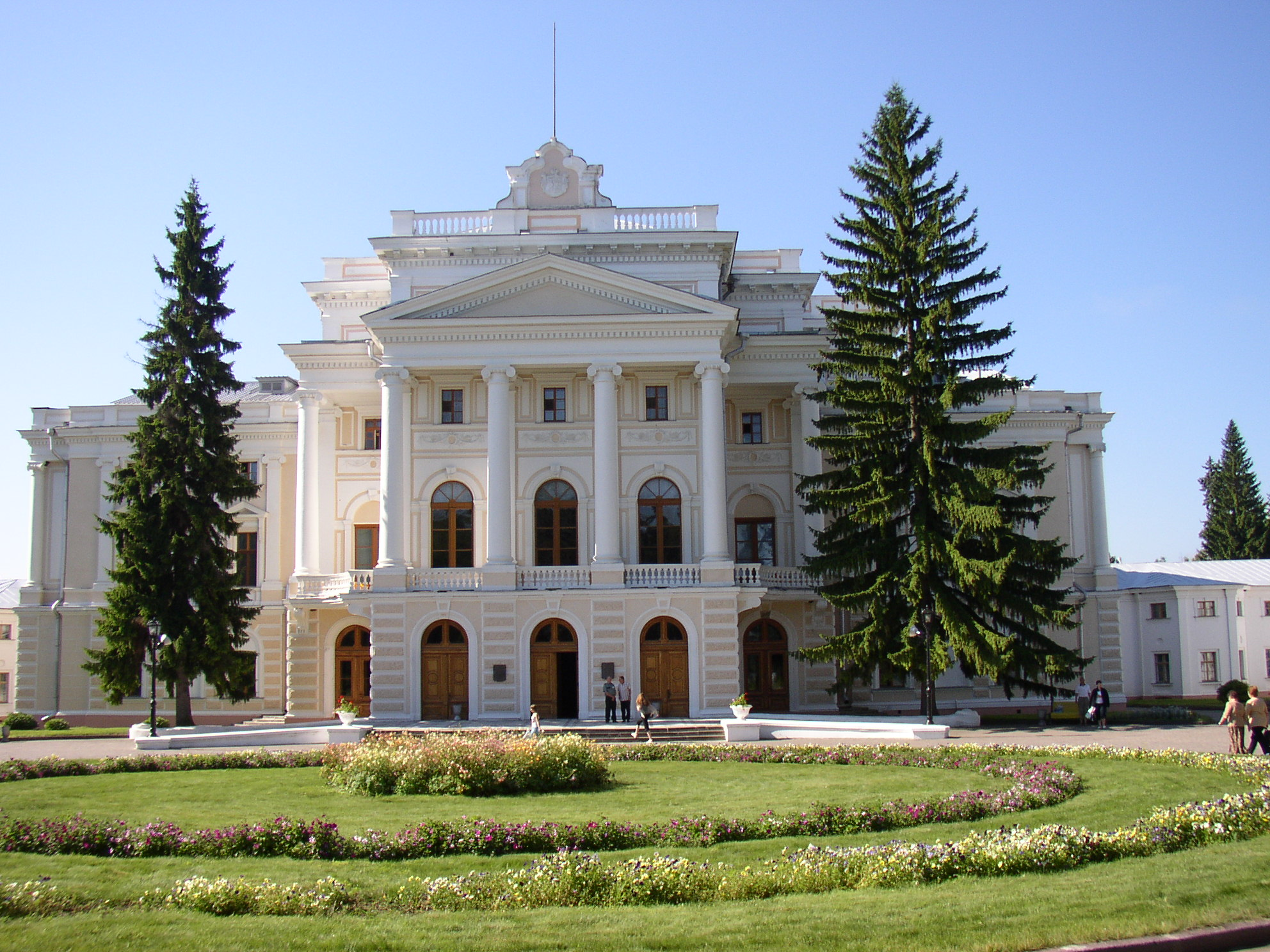
Herrenhaus Marino in Iwanowskoje (2005)